# Clyde (Ohio)
Clyde is een plaats (city) in de Amerikaanse staat Ohio, en valt bestuurlijk gezien onder Sandusky County.

## Demografie
Bij de volkstelling in 2000 werd het aantal inwoners vastgesteld op 6064. In 2006 is het aantal inwoners door het United States Census Bureau geschat op 6164, een stijging van 100 (1,6%).

## Geografie
Volgens het United States Census Bureau beslaat de plaats een oppervlakte van 11,5 km², waarvan 11,4 km² land en 0,1 km² water. Clyde ligt op ongeveer 223 m boven zeeniveau.

## Plaatsen in de nabije omgeving
De onderstaande figuur toont nabijgelegen plaatsen in een straal van 16 km rond Clyde.